# Jesús Irisarri
Jesús Irisarri Castro, nacido en Vigo en 1958, es un arquitecto español. Es hermano del político Vicente Luis Irisarri Castro.

## Trayectoria
Obtuvo el título de arquitecto en 1986 por la Escuela Técnica Superior de Arquitectura de la Coruña. Fundó junto a Guadalupe Piñera el estudio Irisarri+Piñera en 1989. Es profesor en el área de proyectos arquitectónicos del departamento de proyectos arquitectónicos y urbanismo de la  Universidad de La Coruña e imparte clase en la escuela técnica superior de arquitectura de la Coruña. Codirigió la revista Obradoiro entre los años 2001 y 2005.

## Obras destacadas
- Colegio Losada, Vigo, 1999.[5]
- Centro de Salud de Domayo, Moaña, 2001.
- Vivienda unifamiliar en barrio de Padriñán, Sangenjo, 2002-2003.
- Centro de Salud de Miño, Provincia de La Coruña, 2003-2004.
- Centro de Salud de Muros, Provincia de La Coruña, 2004.
- Facultad de Ciencias de la Educación del Campus de Pontevedra, Pontevedra, 2002-2005.
- Equipamiento del puerto de Beluso, Bueu, 2006-2008.
- Urbanización de la plaza del Pueblo Gallego, Vigo, 2008.[6]
- Departamentos de pescadores del puerto, Cangas de Morrazo, 2008.
- Vivienda unifamiliar en Picoto, Redondela, 2008.[7]
- Sede del COAG, Vigo, 2008-2009.[8][9]
- Musealización del Castro de Vigo en el Monte del Castro, Vigo, 2009-2010.[10]
- Vivienda unifamiliar en Tebra, Tomiño, 2011.
- Sede del registro de la propiedad, Vigo, 2014.
- Ciudad Deportiva Afouteza del Real Club Celta de Vigo, Mos, 2020.[11]

## Premios y reconocimientos[12]
- Premio FAD de Arquitectura e Interiorismo.
- European Galvanizing Awards.
- Premio Europeo del Espacio Público Urbano.
- SICE (Sostenibilidad, Innovación y Calidad en la Arquitectura del Consejo Superior de arquitectos de España).
- Premio LAMP.
- Premio de la Bienal Española de Arquitectura y Urbanismo.
- ATEG de la Sociedad Española de Galvanización.
- Premio Fundación Juana de Vega.[13]
- Premio de Arquitectura Termoarcilla.
- Premio Antonio Camuñas de Arquitectura.
- Premios FAD de Arquitectura e Interiorismo.
- Premio de Arquitectura Ascensores Enor.
- Premio Gallego de Rehabilitación.[14]